# Cmentarz żydowski w Kępnie
Cmentarz żydowski w Kępnie – kirkut, który został założony w 1860. Mieścił się na przedmieściu wrocławskim (obecnie ul. Wrocławska). W czasie trwania II wojny światowej został zniszczony przez wojska niemieckie. Większość nagrobków została przeznaczona do utwardzania dróg, ocalone nagrobki zostały przeniesione na cmentarz w Bralinie. Po zakończeniu wojny na miejscu cmentarza została wybudowana stacja kontroli pojazdów.